# 경주 낭산 마애보살삼존좌상
경주 낭산 마애보살삼존좌상(慶州 狼山 磨崖菩薩三尊坐像)은 대한민국 경상북도 경주시 배반동에 있는 남북국 시대 신라의 불상이다. 
1980년 6월 11일 대한민국의 보물 제665호 낭산마애삼존불(狼山磨崖三尊佛)로 지정되었다가, 2010년 8월 25일 현재의 명칭으로 변경되었다.

## 개요
경주 낭산 서쪽 기슭의 바위면에 삼존불(三尊佛)이 조각되어 있는데, 표면이 거칠고 균열이 심한 상태이다. 가운데에는 머리광배와 몸광배를 갖춘 본존불이 있고, 양 옆으로 협시불이 있다. 
본존불의 둥글고 양감있는 얼굴은 광대뼈가 튀어 나오고 살짝 미소를 띤 매우 독특한 모습이다. 본존은 머리에 두건을 쓰고 있고 양 어깨를 감싸고 입은 옷은 고려 불화에서 보이는 지장 보살의 모습과 비슷하여 흥미롭다. 양 협시는 본존과 거리를 두고 있는데 몸에 갑옷을 입고 있다. 왼쪽 협시는 오른손에 검을 들었고, 오른쪽 협시는 두 손에 무기를 들고 있는데, 악귀를 몰아내는 신장상을 표현한 것으로 보인다.
신라 문무대왕의 화장터로 전해지는 능지탑(陵只塔)이 이곳과 가까이 있는 점과 조각수법 등으로 볼 때 통일신라시대에 만들어진 것으로 추정된다.

## 참고 자료
- 경주 낭산 마애보살삼존좌상 - 국가유산청 국가유산포털